# Snabbinsatsstyrka
Snabbinsatsstyrka (engelska: rapid reaction force) är en militär eller polisiär enhet, konstruerad för att reagera på mycket korta tidsramar för nödsituationer. Vid användning i förhållande till polisen som Nationella insatsstyrkan, ligger tidsram på beredskapen på minuter/timmar. Medan i militära tillämpningar, till exempel med hjälp av specialförband eller andra förband, ligger tidsramen på beredskapen på timmar/dagar.
Snabbinsatsstyrkor är utformade för att ingripa snabbt som en spjutspets för att vinna och hålla mark. Snabbinsatsstyrkor används i väpnade konflikter eller i uppror för exempelvis  evakuering av utländska ambassader. Eftersom de vanligen transporteras med flyg, är sådana militära enheter oftast lätt beväpnade, men ofta extremt välutbildade för att kompensera för deras och avsaknaden av tung utrustning som stridsfordon.
Både inom både EU och Nato samt i samarbeten på nationell nivå har snabbinsatsstyrkor utvecklas från 1990-talet för att kunna sättas in i väpnade konflikter som ett fredsbevarande eller fredsframtvingande förband. Exempel på förband är Fransk-tyska brigaden, Europeiska unionens stridsgrupper eller Eurokåren.